# Пион тонколистный (ООПТ)
Пион тонколистный — территория, представляющая особую ценность для сохранения объектов животного и растительного мира, занесённых в Красную книгу Волгоградской области, созданная с целью сохранения уникального места произрастания ценных, малочисленных, редких и исчезающих видов растений, в том числе пиона тонколистного, занесённого в Красную книгу Волгоградской области. ООПТ расположена вблизи села Терсинка (Волгоградская область, Руднянский район).

## Описание
ООПТ учреждена постановлением главы администрации Волгоградской области от 29.11.2010 г. № 1829 "Об образовании территории, представляющей особую ценность для сохранения объектов животного и растительного мира, занесённых в красную книгу Волгоградской области, «Пион тонколистный». Площадь ООПТ — 11 га. Физико-географическая страна: Восточно-Европейская равнина, Приволжская возвышенность, Медведицкие яры. Природная зона — степная, подзона — чернозёмных умеренно-засушливых степей. Ландшафт: Примедведицкий плоско-выпуклый овражно-балочный со следами конечно-моренных образований. Минимальная высота — 20 м абс. Максимальная высота — 41 м абс. Лиманы Кумысный и Крячковый расположены в пределах выровненной поверхности Прикаспийской морской аккумулятивной морской низменности, которой соответствует Прикаспийская тектоническая впадина с глубиной погружения фундамента до 15 км. Рельеф территории относительно молодой, позднеплейстоценовый — голоценовый, абсолютной высотой +30 м…+10 м. Среди мезоформ рельефа типичны «степные блюдца», обусловленные суффозией, а также впадины и лиманы. Они имеют диаметр в несколько десятков метров и относительную глубину до 6 м над окружающей местностью. Также представлены формы антропогенного рельефа: древние курганы, колодцы, котловины водохранилищ, трассы каналов.
Территория лимана Солодки приурочена к Приволжской песчаной гряде. Она имеет бугристую поверхность. Климат — засушливый. Почвы — темно-каштановые. Почвообразующие породы — делювиальные отложения. Коренные породы — глины и суглинки.
За обеспечение охраны и функционирование ООПТ отвечает Комитет природных ресурсов и охраны окружающей среды Администрации Волгоградской области.

## Флора и фауна
Растительность представлена зональным типчаково-ковыльным эколого-флористическим комплексом, включающим редколесную байрачную дубраву. Байрачная дубрава с изрежистой травянистой растительностью и густой кустарниковой растительностью по опушке. Главная порода — дуб черешчатый, сопутствующие — берёза повислая, осина, в подлеске — клён татарский. Кустарниковый ярус составляют спирея зверобоелистная, ракитник русский, слива колючая, крушина слабительная, бересклет бородавчатый, миндаль низкий, боярышник сомнительный. Проходит граница распространения лесных и пустынных видов. Млекопитающие представлены небольшим числом видов: заяц-русак, ёж, лисица, степной хорёк, волк. На территории ООПТ выявлено около 100 видов растений, около 40 видов насекомых, пресмыкающихся — 8 видов, птиц — около 25 видов, млекопитающих — 5 видов.
Редкие и находящиеся под угрозой исчезновения объекты животного и растительного мира:
- Растения:
  - Пион тонколистный (Paeonia tenuifolia L.)
  - Рябчик русский (Fritillaria ruthenica Wikstr.)
  - Касатик безлистный, или ирис безлистный (Iris aphylla L.) — Вид, находящийся под угрозой исчезновения.
  - Ковыль перистый (Stipa pennata L.) — Уязвимый вид. 2(V).
  - Ирис низкий (Iris pumila L.) — Уязвимый вид. 2(V).
  - Брандушка разноцветная (Bulbocodium versicolor (Ker-Gawl.) Spreng.) — уязвимый вид. 2(V).
  - Лук регелевский (Allium regelianum A.K.Becker) — уязвимый вид. 2(V).

- Животные:
  - Степной лунь (Circus macrourus (S.G.Gmelin, 1771))
  - Степной орёл (Aquila rapax (Temminck, 1828))
  - Степная пустельга (Falco naumanni (Fleischer, 1818))
  - Журавль-красавка (Anthropoides virgo (Linnaeus, 1758))

## См. также

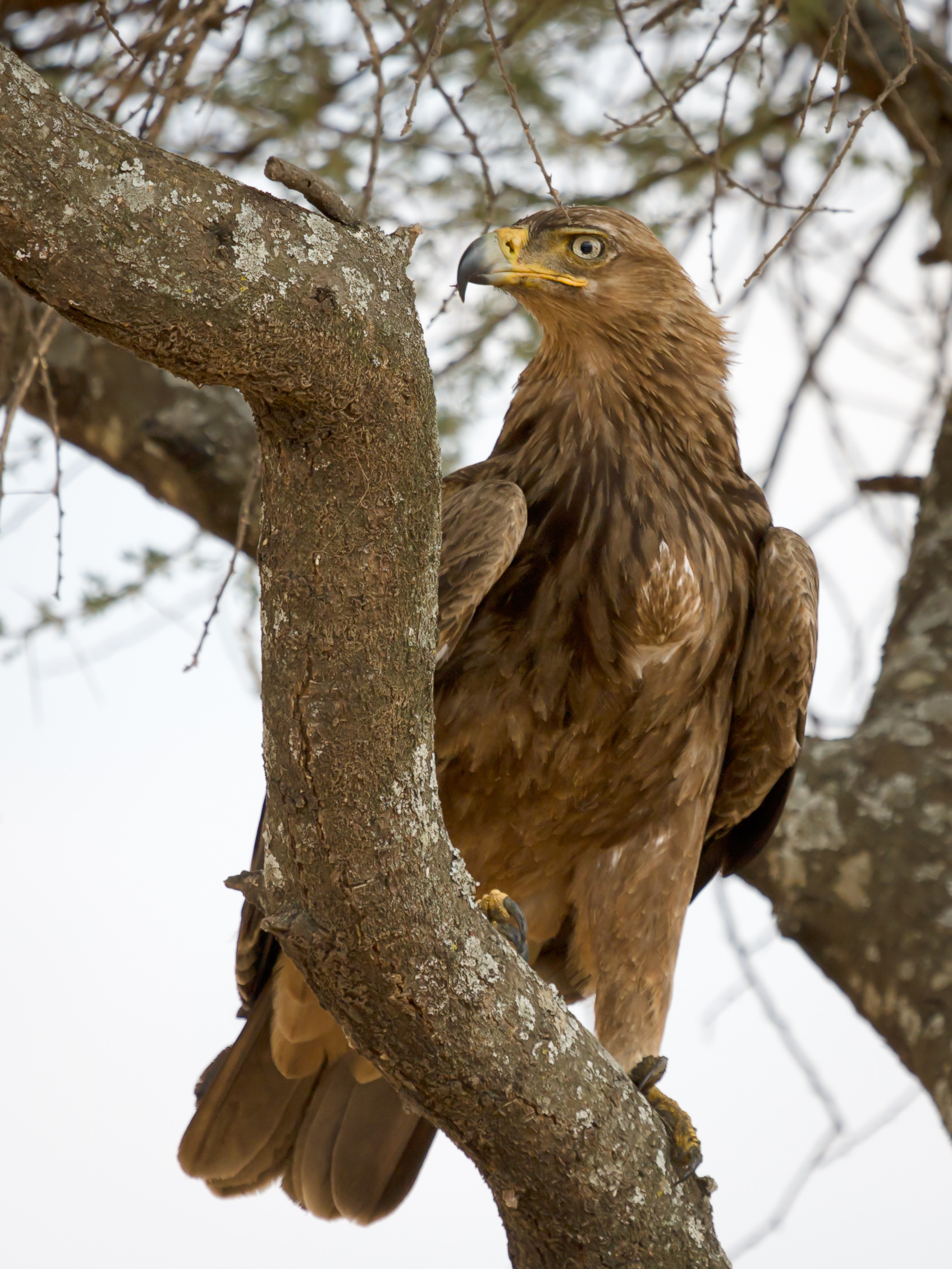
Степной орёл
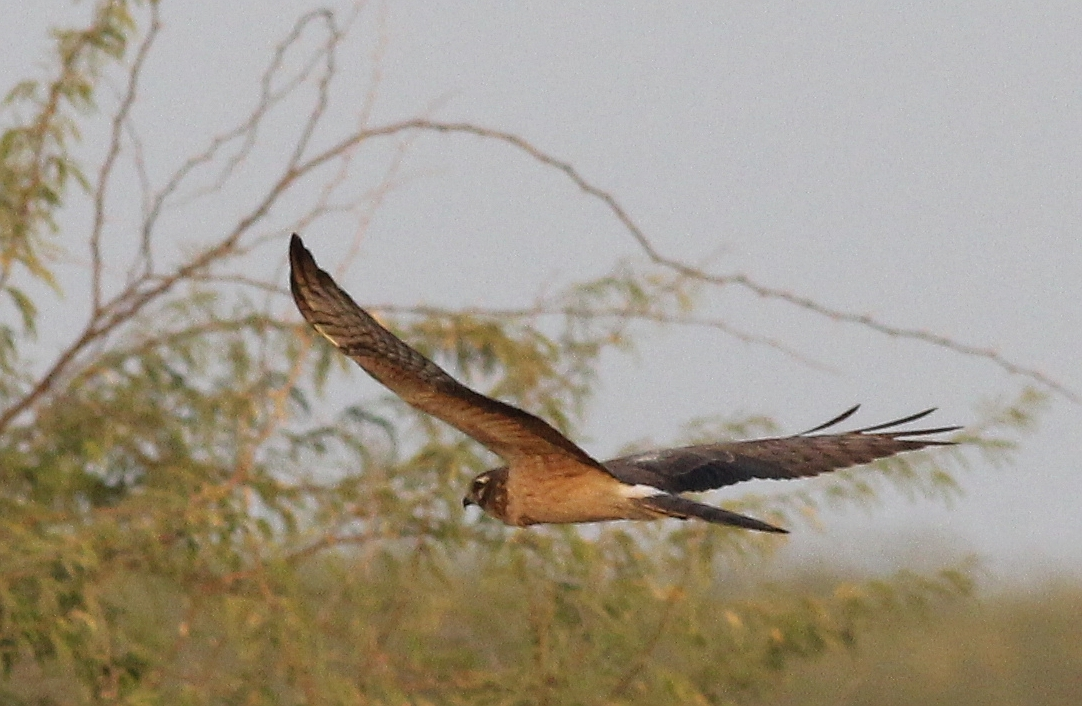
Степной лунь
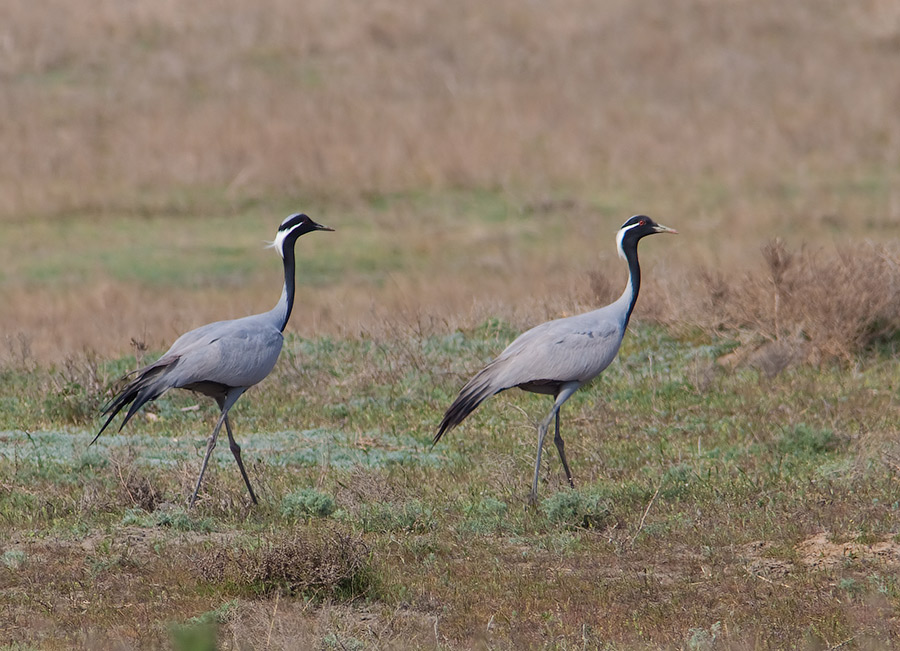
Журавли-красавки
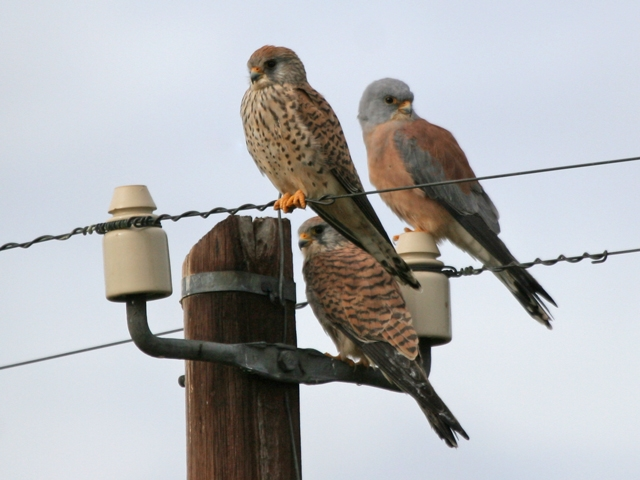
Степные пустельги
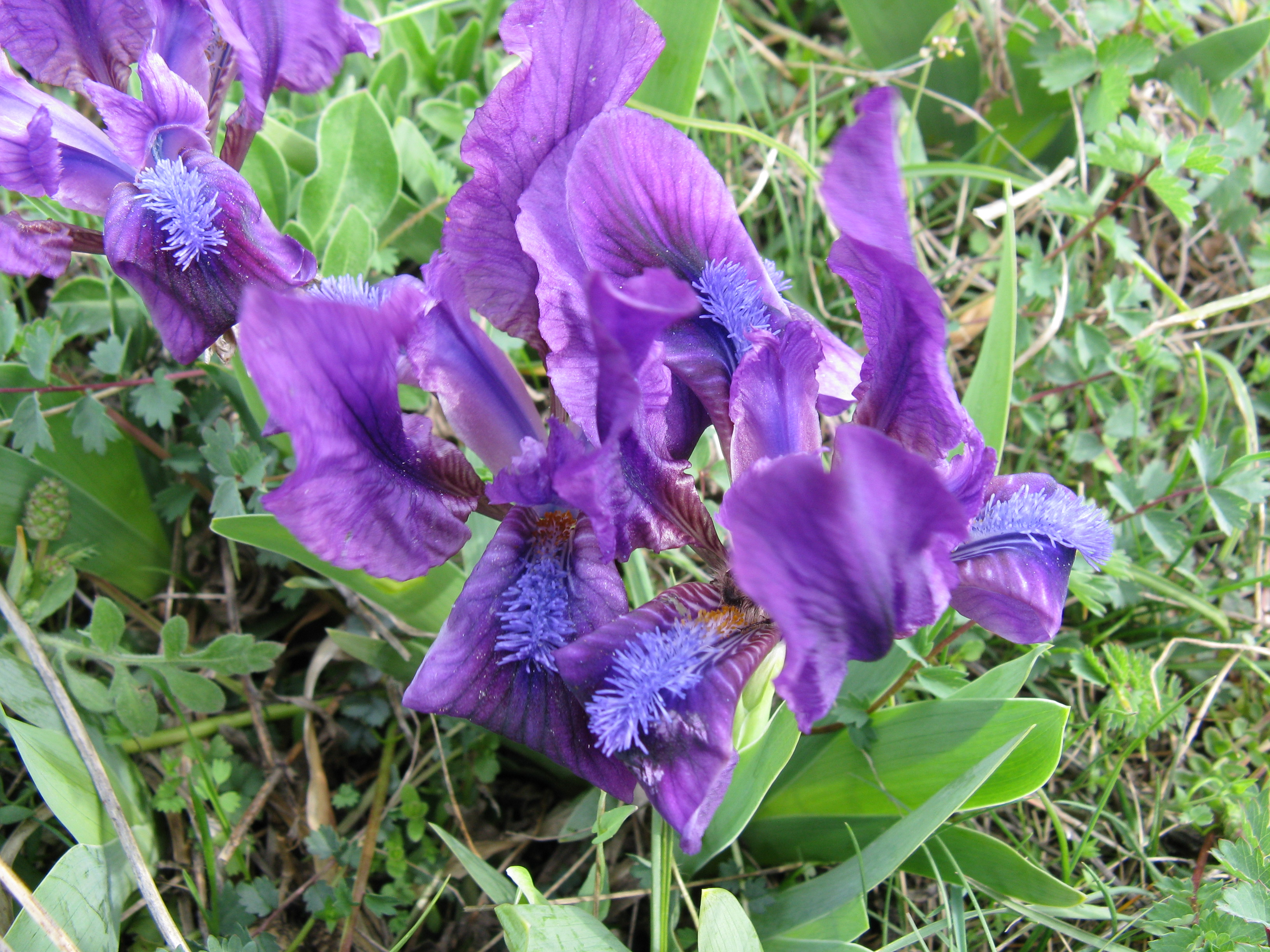
Ирис безлистный